# Mustapha Naitlhou
Mustapha Jaafar Naitlhou (arab. ‏مصطفى جعفر نيتلحو‎; ur. 19 sierpnia 1968) – marokański narciarz alpejski, uczestnik igrzysk olimpijskich w Albertville.

## Osiągnięcia

### Igrzyska olimpijskie
| Miejsce | Dzień     | Rok  | Miejscowość | Konkurencja | Czas biegu | Strata | Zwycięzca     |
| ------- | --------- | ---- | ----------- | ----------- | ---------- | ------ | ------------- |
| 84.     | 18 lutego | 1992 | Albertville | Gigant      | 2:06,98    | +70,34 | Alberto Tomba |